# La Bonne Chanson (Verlaine)
Pour les articles homonymes, voir La Bonne Chanson (homonymie).
La Bonne Chanson est le titre du quatrième recueil poétique en vers de Paul Verlaine, publié en 1870 à Paris à compte d'auteur chez l'éditeur Alphonse Lemerre. 
Court recueil dont la composition s'échelonne de l'hiver 1869 au printemps 1870, ses vingt et un poèmes sont adressés à Mathilde Mauté de Fleurville, 16 ans, avec qui le poète se marie le 11 août 1870.

## Genèse et publication du recueil
Achevé d'imprimé à compte d'auteur par L. Toinon le 12 juin 1870, il n'est finalement mis en vente qu'en 1872, son éditeur Alphonse Lemerre refusant de faire paraître le recueil durant les hostilités.

## Adaptations
Gabriel Fauré composa entre 1892 et 1894 des mélodies sur neuf de ces poèmes sous le même nom.

### Éditions modernes de référence
- Œuvres poétiques complètes, texte établi et annoté par Y.-G. Le Dantec, Bibliothèque de la Pléiade, Gallimard, 1938 ; complété et présenté par Jacques Borel, 1962.
- Œuvres complètes, présentation chronologique d'après manuscrits, textes originaux et variantes, par Jacques Borel et Samuel Silvestre de Sacy, 2 vol., Paris, Le Club Du Meilleur Livre, 1959.